# منطقة كوم ثونغ
منطقة كوم ثونغ (بالإنجليزية: Chom Thong District, Bangkok)‏ هي منطقة من مناطق بانكوك. يبلغ عدد سكانها 157156 نسمة وذلك حسب إحصائيات سنة 2013. تبلغ مساحتها 26.265 كم².

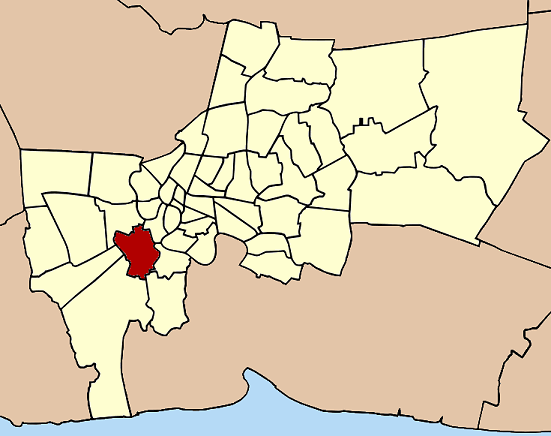
الموقع في بانكوك